# Edifici d'habitatges al passeig Picasso, 22 (Barcelona)
L'Edifici d'habitatges al passeig Picasso, 22 és una obra de Barcelona protegida com a Bé Cultural d'Interès Local.

## Descripció
Edifici entre mitgeres, de planta baixa porxada, entresòl, quatre plantes pis i planta terrat. Els immobles dels costats són construccions baixes, magatzems. Segueix la tipologia de tot el conjunt de la urbanització.
Composició l'obertures regular i ordenada, tota amb balcons. Els balcons ¿el de la primera planta és corregut¿i la cornisa estan suportats per cartel·les i permòdols. Tenen la llosa de pedra motllurada i la barana és de ferro.
Corona l'edifici el fris amb les obertures de ventilació, la cornisa i la barana de la planta terrat.